# Střelec v ohrožení
Střelec v ohrožení (v anglickém originále The Contractor) je americký akční film z roku 2007. Režisérem filmu je Josef Rusnak. Hlavní role ve filmu ztvárnili Wesley Snipes, Eliza Bennett, Lena Headeyová, Ralph Brown a Charles Dance.

## Obsazení
| Wesley Snipes      | James Jackson Dial |
| Eliza Bennett      | Emily Day          |
| Lena Headeyová     | Annette Ballard    |
| Ralph Brown        | Jeremy Collins     |
| Charles Dance      | Andrew Windsor     |
| Gemma Jones        | Emilyina babička   |
| Iain Robertson     | Cramston           |
| Richard Harrington | Terry Mitchell     |